# Sköna skrönor
Sköna skrönor är ett musikalbum från 1978 av den svenska musikgruppen Röda Bönor.
Inspelningstekniker och mixare var Curt-Åke Stefan. Skivnumret är MNW 89P.

## Låtlista

### Sida A
1. Marianne (Reynolds/Ålander–Reynolds, 2:45)
2. P-operan (Eva Vahlne–Verdi/Bizet, 3:52)
3. Sången om sexualmyterna (Szemenkár–Ålander, 1:54)
4. Tjo hambo (Eklund–Eklund, 2:52)
5. Smutstvätten (Szemenkár–Ålander, 3:36)
6. Nattankar (Szemenkár–Ålander, 2:48)
7. Nu har vi tröttnat (Szemenkár–Ålander, 2:53)

### Sida B
1. Lyckokarusellen (Giselsson–Röda Bönor, 3:22)
2. Du och jag (Eklund–Eklund, 2:10)
3. Hemmafruvals	(Szemenkár–Eklund, 2:19)
4. Arga katter (Szemenkár–Ålander, 2:02)
5. Språklåten (Szemenkár–Eklund, 2:38)
6. Johanna (Szemenkár–Ålander, 4:51)
7. Vi ska gå ut tillsammans (Szemenkár–Eklund, 3:11)

## Medverkande musiker
- Charlotte Adlercreutz-Carlsson
- Mona Eklund
- Marianne Giselsson
- Annbritt Kronlund
- Gunilla Szemenkár
- Eva Westerberg
- Kaya Ålander